# Reeve Hill
Reeve Hill är en kulle i Antarktis. Den ligger i Östantarktis. Australien gör anspråk på området. Toppen på Reeve Hill är 43 meter över havet.
Terrängen runt Reeve Hill är platt åt sydväst, men österut är den kuperad. Havet är nära Reeve Hill åt nordväst. Trakten är glest befolkad. Närmaste befolkade plats är Casey Station, 0,45 kilometer öster om Reeve Hill. 